# 4224 Susa
4224 Susa је астероид главног астероидног појаса са пречником од приближно 34,50 .
Афел астероида је на удаљености од 3,465 астрономских јединица (АЈ) од Сунца, а перихел на 2,366 АЈ.
Ексцентрицитет орбите износи 0,188, инклинација (нагиб) орбите у односу на раван еклиптике 12,119 степени, а орбитални период износи 1818,644 дана (4,979 године).
Апсолутна магнитуда астероида је 10,90 а геометријски албедо 0,064.
Астероид је откривен 19. маја 1988. године.